# Generatore di parser
Un generatore di parser (in inglese parser generator, a volte anche chiamato compiler-compiler) è uno strumento per la generazione del codice sorgente di un parser, un interprete o un compilatore a partire dalla descrizione data da un linguaggio annotato nella forma di grammatica, generalmente BNF, insieme a del codice associato ad ognuna delle regole della grammatica, codice che deve essere eseguito ogni volta che la regola è applicata dal parser. Questi pezzi di codice sono spesso chiamati funzioni di azioni semantiche poiché definiscono la semantica della struttura sintattica analizzata dal parser. A seconda del tipo di parser generato, queste funzioni possono costruire un albero sintattico concreto o astratto oppure possono generare del codice in un altro linguaggio, talvolta direttamente codice eseguibile.

## Storia
Il primo generatore di parser che ha usato questo nome fu scritto da Tony Brooker nel 1960 ed era usato per creare i compilatori per i computer Atlas presso l'Università di Manchester, includendo il compilatore Atlas Autocode. Tuttavia il generatore era leggermente differente dai moderni generatori, e oggi probabilmente sarebbe considerato una via di mezzo tra un compilatore altamente configurabile e un linguaggio sintatticamente estensibile. 
Altri esempi di generatori di parser simili allo yacc sono Coco/R, CUP, GNU bison, Eli, FSL, META 5, MUG2, Parsley, Pre-cc, SableCC, JavaCC e MixedCC.

## Candidati (incompleto)
| Prodotto                                                                       | Tipo  | Linguaggi di output                                        | Grammatica e codice | Analizzatore lessicale | Piattaforma                 | Licenza                   |
| ------------------------------------------------------------------------------ | ----- | ---------------------------------------------------------- | ------------------- | ---------------------- | --------------------------- | ------------------------- |
| AnaGram                                                                        | LALR  | ANSI C, C++                                                | ?                   | ?                      | Win32                       | Commerciale               |
| ACCENT Archiviato il 16 maggio 2010 in Internet Archive.                       | GLR   | C                                                          | Misti               | ?                      | ?                           | Open source (GPL)         |
| ANTLR                                                                          | LL(k) | C++, C#, Java, Python                                      | Misti               | Generato               | Tutte (Java)                | Open source (BSD)         |
| Beaver                                                                         | LALR  | Java                                                       | Misti               | Esterno                | Tutte (Java)                | Open source (BSD)         |
| Bison                                                                          | LALR  | C                                                          | Misti               | Esterno (flex)         | Unix, Win32                 | Open source (GPL)         |
| BYACC                                                                          | LALR  | C                                                          | Misti               | Esterno                | Unix, Win32                 | Dominio pubblico          |
| BYACC/J                                                                        | LALR  | C, Java                                                    | Misti               | Esterno (JFlex)        | Irix, Linux, Solaris, Win32 | Dominio pubblico          |
| Coco/R                                                                         | LL(k) | C++, C#, Java                                              | Misti               | Generato               | ?                           | Open source (GPL)         |
| CppCC                                                                          | LL(k) | C++                                                        | ?                   | ?                      | ?                           | Open source (GPL)         |
| CUP                                                                            | LALR  | Java                                                       | Misti               | Esterno (JLex)         | Tutte (Java)                | Open source (GPL)         |
| Elkhound                                                                       | GLR   | C++, Ocaml                                                 | ?                   | ?                      | ?                           | Open source (BSD)         |
| GOLD Archiviato il 2 novembre 2008 in Internet Archive.                        | LALR  | ANSI C, C#, Delphi, Java, Python, Visual Basic, Visual C++ | ?                   | ?                      | Win32                       | Open source (zlib/libpng) |
| Grammatica                                                                     | LL(k) | C#, Java                                                   | Separati            | Generato               | Tutte (Java)                | Open source (LGPL)        |
| jacc                                                                           | LALR  | Java                                                       | Misti               | ?                      | Tutte (Java)                | Open source (BSD)         |
| JavaCC                                                                         | LL(k) | Java                                                       | ?                   | Generato               | ?                           | ?                         |
| jay                                                                            | LALR  | Java                                                       | ?                   | ?                      | Unix                        | ?                         |
| LEMON                                                                          | LALR  | ?                                                          | ?                   | ?                      | ?                           | ?                         |
| LRgen                                                                          | LALR  | C++, Qualsiasi (riscrivendo il modello)                    | Separati            | Generato               | Win32                       | Commerciale               |
| Parser Objects                                                                 | LL(k) | Java                                                       | Misti               | ?                      | Tutte (Java)                | Open source (ZLib/LibPNG) |
| PRECC                                                                          | LL(k) | ?                                                          | ?                   | ?                      | Dos, Unix                   | ?                         |
| SableCC                                                                        | LALR  | Java (e, col motore "altgen", Python, C++, OCAML, ecc.)    | Separati            | Generato               | Tutte (Java)                | Open source (LGPL)        |
| [https://web.archive.org/web/20090221213519/http://members.cox.net/slkpg/ SLK] | LL(k) | C, C++, C#, Java                                           | ?                   | ?                      | ?                           | ?                         |
| Spirit                                                                         | LL(k) | C++                                                        | Misti               | ?                      | -                           | Open source (Boost)       |
| YooParse                                                                       | LR    | C++                                                        | ?                   | Esterno (YooLex)       | ?                           | Open source (MIT)         |
| [http://www.horion.it/download.php HLang]                                      | LL(k) | interpretato run-time                                      | Separati            | Interno o esterno      | Tutte                       | Open source (GPL)         |